# Ernest van Hartingsveldt
Ernest van Hartingsveldt (Amsterdam, 7 maart 1975) is een Nederlandse zanger. Hij maakt Nederlandstalige muziek.

## Biografie
Sinds januari 2007 is Ernest actief als huiszanger in het café van zanger Peter Beense. Na zijn vertrek in augustus van het jaar 2015 wordt hem gevraagd te komen zingen in Café Bolle Jan, het café gesticht door de ouders van René Froger. Tot op heden is hij daar regelmatig te zien als zanger. In 2008 brengt Ernest zijn eerste single uit getiteld "Hoe kan ik van je houden" die binnen één maand werd geplaatst op het EMI Music album "Het mooiste van Amsterdam".
In 2010 werd hij gevraagd om op te treden tijdens de bekerwinst van voetbalclub AFC Ajax in de Amsterdam ArenA. Gelijktijdig kwam zijn derde single "Vrij zijn" uit die op nummer 71 in de Single top 100 binnenkwam en twee weken in de lijst heeft gestaan. Later dat jaar was hij kokend en zingend te zien in het kookprogramma van topkok Herman den Blijker, "Herrie in je huiskamer".
In 2012 komt de film "Ik stond erbij" (Engelse titel: By Her Side) uit waarin Ernest een van de drie hoofdrollen vervuld. De documentaire van regisseur Niels van Koevorden won op het Full Frame Documentary Film Festival in Durham (Verenigde Staten) de 'Jury Award for Best Short'. Met het winnen van deze prijs is de film automatisch in de race voor een nominatie voor de Oscars van 2014. Eerder won de film de publieksprijs op het Go Short International Short Film Festival Nijmegen en twee VERS Award voor nieuw Nederlands filmtalent. 
Landelijk bekend wordt Ernest in 2013 door zijn deelname aan het SBS6 programma Bloed, zweet & tranen waar hij ondanks de lange zit op de hotseat al in de eerste aflevering naar huis moest. Als enige kandidaat van het vorig seizoen mocht Ernest in 2015 wederom terugkomen waarbij hij weer in de hotseat terechtkomt en de hele uitzending blijft zitten. Hij behaalde ditmaal de halve finale van het programma.
Ernest trad in mei 2014 vier avonden op in de Amsterdam ArenA tijdens de Halftimeshow van de concertreeks van Toppers in concert 2014 die hun tienjarig jubileum vierde dat jaar.
Uit honderden inzendingen werden hij en Tamara Tol verkozen tot Hollands Nieuwe Toppers.
In oktober 2014 geeft hij een eigen concert in het theater De Rode Hoed. Dit is zijn eerste concert waar hij alleen gebruikmaakt van een vleugelpianist en een bassist op Contrabas. Hij brengt ballads van de jaren 60 tot heden ten gehore.
In de lijn van zijn deelname aan het programma Bloed, Zweet & Tranen brengt Ernest in februari 2015 nogmaals zijn debuutsingle uit die ditmaal op nummer 22 in de Digiplug top 100 binnenkomt. Diezelfde week tekent hij een tweejarig contract bij BME Bookings.
In 2017 brengt hij twee singles uit met Spaanse invloeden genaamd: “Jij keek me aan” en “Vrijgezel (het beste wat je deed)”. Van deze laatste track werd een videoclip gemaakt in de spaanse badplaats Torremolinos. De teksten werden door hemzelf geschreven.
Op 20 oktober van het jaar 2017 geeft Ernest wederom een concert, ditmaal in Zaandam. 
Onder begeleiding van een tienkoppige liveband ontvangt hij gastartiesten als Ben Cramer,  Tino Martin en Peter Beense. Hij speelt hier onder andere veel tracks van het aanstaande album waarvan het merendeel door hem zelf werd geschreven.
Vanaf januari 2019 wordt hij ook een vast gezicht in de populaire Rotterdamse discotheek de Aprés Skihut. Hij wordt toegvoegd aan het rijtje vaste huiszangers die wekelijks optreden.
In oktober 2024 gaat Ernest wederom het theater in maar ditmaal niet eenmalig, hij wordt gevraagd om de mannelijke leadvocals op zich te nemen in de theatertour “The story of BZN”.  Een tour die in die winter in ruim 50 theaters door heel Nederland te zien is. Hij zingt in deze productie samen met Saskia Shafer de grootste hits van deze Volendamse band.

## Discografie

### Albums
| Album met eventuele hitnotering(en) in de Nederlandse Album Top 100 | Datum van verschijnen | Datum van binnenkomst | Hoogste positie | Aantal weken | Opmerkingen |
| ------------------------------------------------------------------- | --------------------- | --------------------- | --------------- | ------------ | ----------- |
| Singles 2008 - 2016                                                 | 08-11-2016            | -                     |                 |              |             |
| Voor Iedereen                                                       | 21-05-2018            | -                     |                 |              |             |

### Singles
| Single met eventuele hitnotering(en) in de Nederlandse Top 40 | Datum van verschijnen | Datum van binnenkomst | Hoogste positie | Aantal weken | Opmerkingen                                                                     |
| ------------------------------------------------------------- | --------------------- | --------------------- | --------------- | ------------ | ------------------------------------------------------------------------------- |
| Hoe kan ik van je houden                                      | 2008                  | -                     |                 |              | Geplaatst op de EMI driedubbel cd "Het mooiste van Amsterdam"                   |
| Alles is anders                                               | 2009                  | -                     |                 |              |                                                                                 |
| Het leven is veel mooier zonder jou                           | 2009                  | -                     |                 |              |                                                                                 |
| Vrij zijn                                                     | 2010                  | -                     |                 |              | Nr. 71 in de Single Top 100                                                     |
| Wat een heerlijke dag                                         | 2012                  | -                     |                 |              |                                                                                 |
| Hoe kan ik van je houden pianoversie                          | 2013                  | -                     |                 |              |                                                                                 |
| Hoe kan ik van je houden                                      | 2015                  | -                     |                 |              |                                                                                 |
| Als ik kon toveren                                            | 2015                  | -                     |                 |              |                                                                                 |
| Met kerstmis wil ik thuis zijn                                | 2016                  | -                     |                 |              |                                                                                 |
| Jij keek me aan                                               | 2017                  | -                     |                 |              |                                                                                 |
| Vrijgezel (het beste wat jij deed)                            | 2017                  | -                     |                 |              |                                                                                 |
| Een ander                                                     | 2018                  | -                     |                 |              |                                                                                 |
| Samen één                                                     | 2018                  | -                     |                 |              | Ft. Ruby van Urk                                                                |
| Ode aan Donny (Nanananananananananana)                        | 2019                  | -                     |                 |              | Ode aan Donny van de Beek speler van AFC Ajax n.a.v. goede seizoen ‘18/‘19      |
| Het is weer Kerst                                             | 2019                  | -                     |                 |              | Ft. Casper & Caylee. De kinderen van Ernest                                     |
| Samen zingen                                                  | 2023                  | -                     |                 |              | Ft. Casper van Hartingsveldt                                                    |
| Tranen van Herinnering                                        | 2023                  | -                     |                 |              | Mede geschreven door Bart van der Weide en Maarten van Damme van de band Racoon |
| Als je ‘t moeilijk hebt                                       | 2023                  | -                     |                 |              | origineel: United we stand-Brotherhood of man 1970                              |